# Клімонти (Седлецький повіт)
Клімонти (пол. Klimonty) — село в Польщі, у гміні Морди Седлецького повіту Мазовецького воєводства.
Населення — 152 особи (2011).
У 1975-1998 роках село належало до Седлецького воєводства.

## Демографія
Демографічна структура станом на 31 березня 2011 року:
|          | Загалом | Допрацездатний вік | Працездатний вік | Постпрацездатний вік |
| -------- | ------- | ------------------ | ---------------- | -------------------- |
| Чоловіки | 75      | 13                 | 51               | 11                   |
| Жінки    | 77      | 17                 | 40               | 20                   |
| Разом    | 152     | 30                 | 91               | 31                   |